# 14. pr. Kr.
◄ | 2. stoljeće pr. Kr. | 1. stoljeće pr. Kr. | 1. stoljeće | ►
◄ | 40-ih pr. Kr. | 30-ih pr. Kr. | 20-ih pr. Kr. | 10-ih pr. Kr. | 0-ih pr. Kr. | 0-ih | 10-ih | ►
◄◄ | ◄ | 17. pr. Kr. | 16. pr. Kr. | 15. pr. Kr. | 14 pr. Kr. | 13. pr. Kr. | 12. pr. Kr. | 11. pr. Kr. | ► | ►►
Astronomija

## Rođenja
- (prema nekim izvorima) Agripina starija, rimska carica(† 33.)